# Pelbárt Oszkár
Pelbárt Oszkár, Pollák (Budapest, 1911. december 25. – Budapest, 1975. október 24.) kép- és lapszerkesztő, grafikus.

## Élete
Pollák Mátyás és Löwinger Rozália gyermekeként született. Eredeti foglalkozása nyomdász volt, majd elvégezte a Képzőművészeti Főiskola festőművész szakát és ezt követően grafikusként dolgozott. Az 1930-as években Párizsban élt, ahol a Sorbonne-on művészettörténetet hallgatott és Victor Vasarely mellett tevékenykedett. Megélhetésének biztosítására egy gyermekújságot illusztrált. 1940-ben és 1942-ben zsidó származása miatt munkaszolgálatra vitték. 1944-ben Ukrajnából került haza, de ismét elvitték és 1945-ben végül Prágában szabadult fel. Tagja volt a Szocialista Képzőművészek Csoportjának. A második világháború után a Magyar Nap című lap képszerkesztőjeként, utóbb a Szovjet Kultúránál működött. 1952-től a Vengrija–Hungary folyóirat művészeti szerkesztője lett. Meghívták a Magyar Fotóművészek Szövetségét Szervező Bizottságba, azonban a MÚOSZ gyakran Moszkvába küldte, ezért lemondták közreműködéséről. 1956-ban az Igazság című lap tördelőszerkesztője volt, ezért tartott attól, hogy atrocitások érhetik, s 1956 decemberében családjával elhagyta Magyarországot. Néhány hónapos bécsi tartózkodás után 1957 áprilisában Izraelbe költöztek, ahol előbb nyomdászként, később egy mélynyomású képeslap képszerkesztőjeként dolgozott. 1958-ban Brazíliába települtek át, ahol nyomdát alapított, amit hazatéréséig vezetett. Felesége részére egy fotóműtermet hoztak létre, aminek bevételéből működtették a nyomdát. 1961 júliusában elindult hazafelé, s közben Brüsszelben élt néhány hónapig első feleségével és fiával, míg végül az év novemberében Budapestre érkeztek. Először gépszedőként az Athenaeum Nyomdában, 1963-tól pedig a Tükör című képes hetilap művészeti szerkesztőjeként dolgozott nyugalomba vonulásáig, s egyúttal a Múzsák Múzeumi Magazin művészeti szerkesztője is volt. Halálát szív és keringési elégtelenség okozta.
Az Új köztemetőben helyezték nyugalomra.

## Családja
Első felesége Pohl Edit volt, akivel 1937-től 1952-es válásukig élt együtt. Ebből a házasságából született János nevű fia. 1952-ben nőül vette Szádvári Évát (1920–?), akitől 1953-ban Nóra lánya, 1956-ban Péter fia született. 1965-ben újból elvette első feleségét.

## Díjai, elismerései
- Kiváló Munkáért (1948)
- Szocialista Munkáért Érdemérem (1954)[5]
- Szocialista Kultúráért (1955)